# ريكو براونينغ
ريكو براونينغ (بالإنجليزية: Ricou Browning)‏ مواليد 16 فبراير 1930 في فورت بيرس، الولايات المتحدة، هو ممثل ومخرج ومنتج وكاتب سيناريو أمريكي بدأ مسيرته الفنية سنة 1945. من أعماله فيلم عشرون ألف فرسخ تحت الماء.

## روابط خارجية
- ريكو براونينغ على موقع IMDb (الإنجليزية)
- ريكو براونينغ على موقع ألو سيني (الفرنسية)
- ريكو براونينغ على موقع تيرنر كلاسيك موفيز (الإنجليزية)
- ريكو براونينغ على موقع أول موفي (الإنجليزية)
- ريكو براونينغ على موقع قاعدة بيانات الأفلام السويدية (السويدية)
- ريكو براونينغ على موقع قاعدة بيانات الفيلم (الإنجليزية)
- ريكو براونينغ على موقع كينوبويسك (الروسية)